# Il miracolo (film 1987)
Il miracolo (Le Miraculé) è un film del 1987 diretto da Jean-Pierre Mocky.

## Trama
Papu, dopo un incidente d'auto, vuole truffare l'assicurazione e si finge invalido, e per ritornare sano progetta di andare a Lourdes e di venire miracolosamente risanato. Ma l'assicurazione manda un ispettore sospettoso che lo segue nel viaggio.

## Critica
Il Mereghetti 2003: *½
«... farsa non strepitosa...»